# Telling Lies in America - Un mito da infrangere
Telling Lies in America - Un mito da infrangere è un film del 1997 diretto da Guy Ferland.